# Jeuxey
Jeuxey (1793 noch mit der Schreibweise Jenxey) ist eine französische Gemeinde mit 663 Einwohnern (Stand 1. Januar 2022) im Département Vosges in der Region Grand Est (bis 2015 Lothringen). Sie gehört zum Arrondissement Épinal und zum Gemeindeverband Agglomération d’Épinal.

## Geografie
Die Gemeinde Jeuxey liegt unmittelbar nordöstlich vor den Toren Épinals, der Hauptstadt (Präfektur) des Départements Vosges.

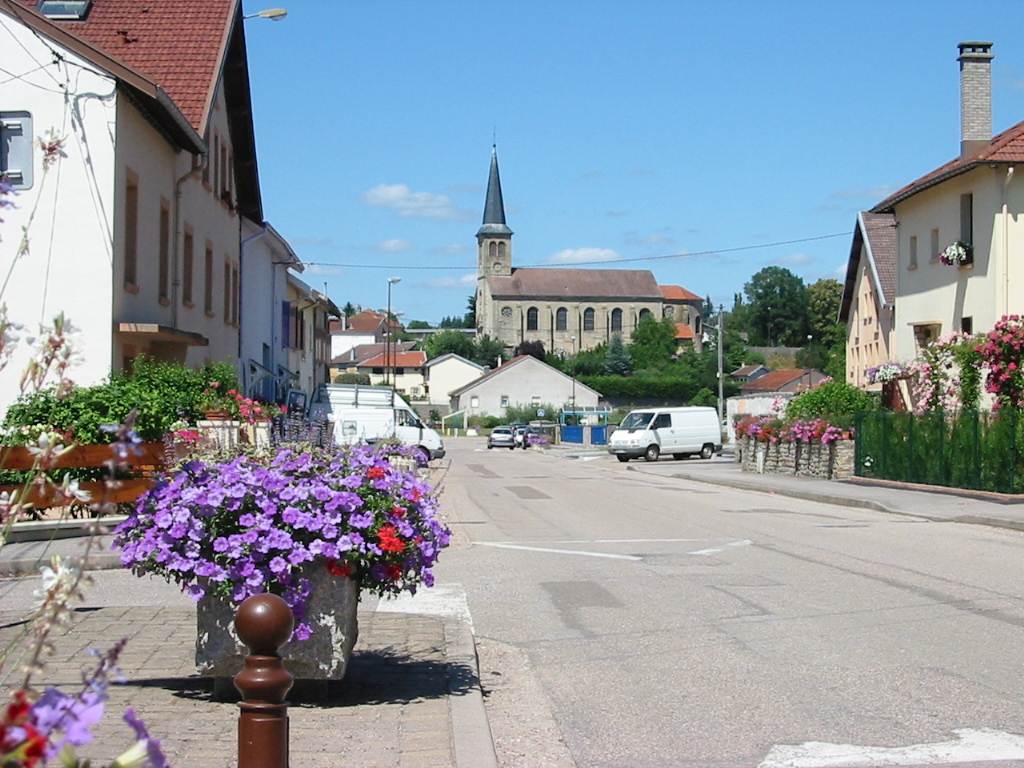
Jeuxey

Das etwa achteinhalb Quadratkilometer große Gemeindegebiet von Jeuxey umfasst einen Abschnitt des rechten Mosel-Nebenflusses Saint-Oger, dessen Lauf von Osten kommend in Jeuxey nach Norden abbiegt sowie das südliche Hinterland, das allmählich auf Höhen über 400 Meter ansteigt. Die höchste Erhebung liegt mit 420 Metern über dem Meer auf einem Vogesen-Ausläufer im südöstlichen Zipfel der Gemeinde.
Etwa 200 Hektar des Gemeindeareals sind bewaldet, im Süden hat die Gemeinde einen Anteil am Forêt d’Épinal. Der alte Dorfkern gruppiert sich rund um die Kirche Saint Guérin, die Hauptsiedlungsachse entwickelte sich entlang der alten Straße nach Épinal. Neben einigen verstreut liegenden Bauernhöfen im Süden befinden sich neu erschlossene Wohngebiete nördlich und westlich des Dorfkerns. Das Umland von Jeuxey wird landwirtschaftlich intensiv genutzt.
Nachbargemeinden von Jeuxey sind Longchamp im Nordosten, Deyvillers im Osten, Épinal im Süden und Westen sowie Dogneville im Nordwesten.

## Geschichte

### Forts
Im Gebiet der Gemeinde befinden sich mit dem Fort des Adelphes und dem Réduit de Voivre zwei der nach dem Deutsch-Französischen Krieg ringförmig um Épinal angelegten großen Befestigungsanlagen.

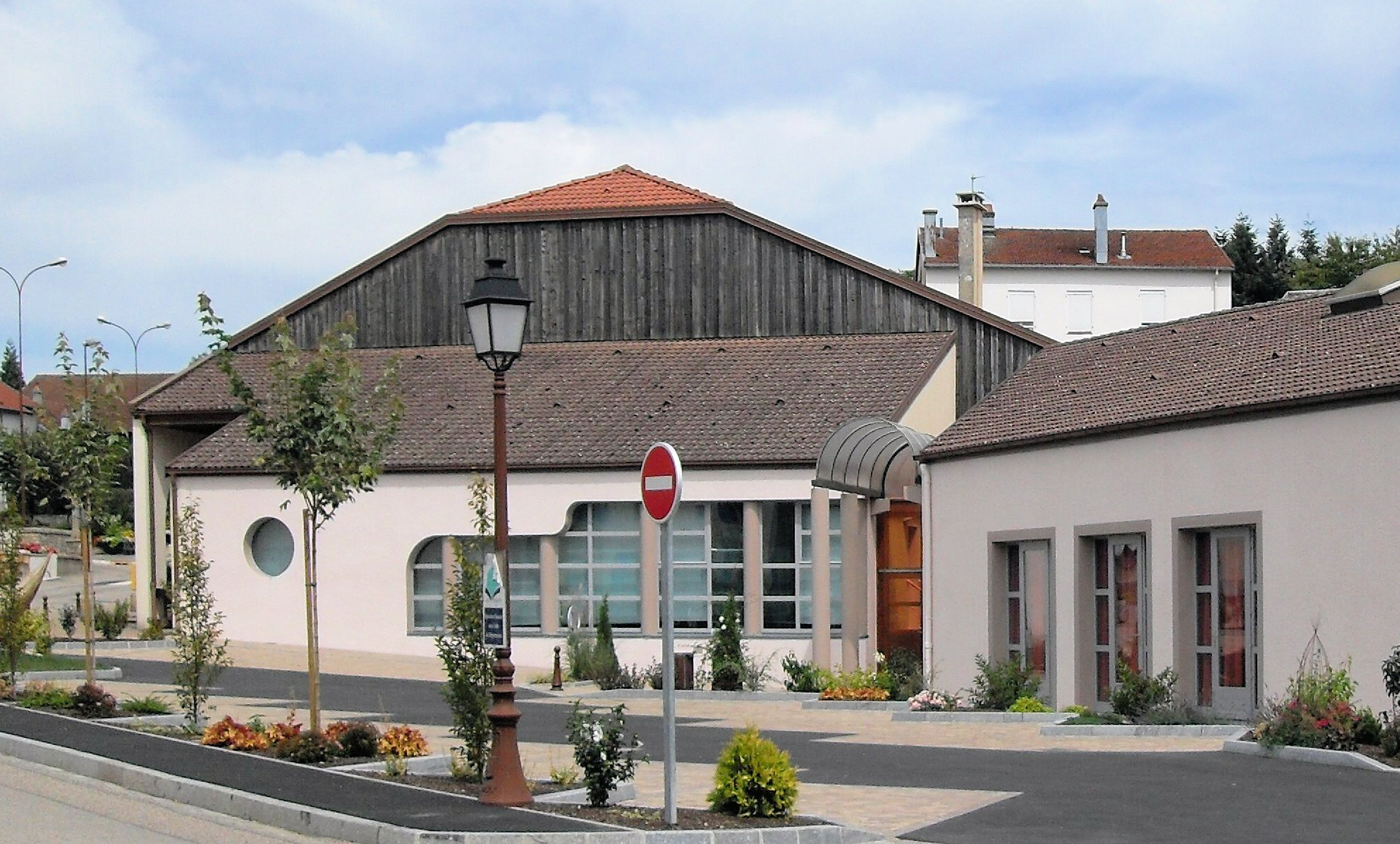
Gemeindeverwaltung (Mairie) in Jeuxey

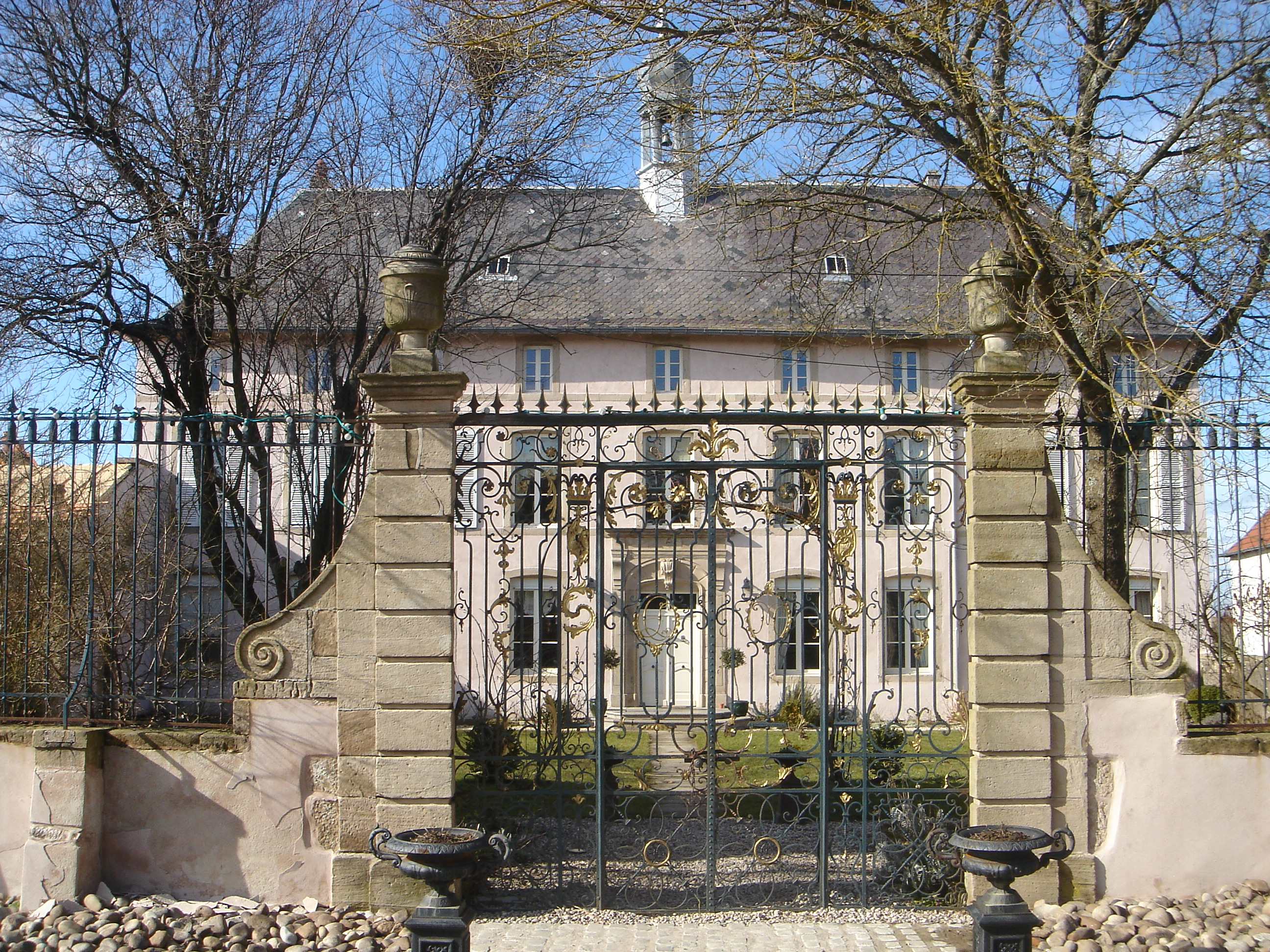
Château de Failloux

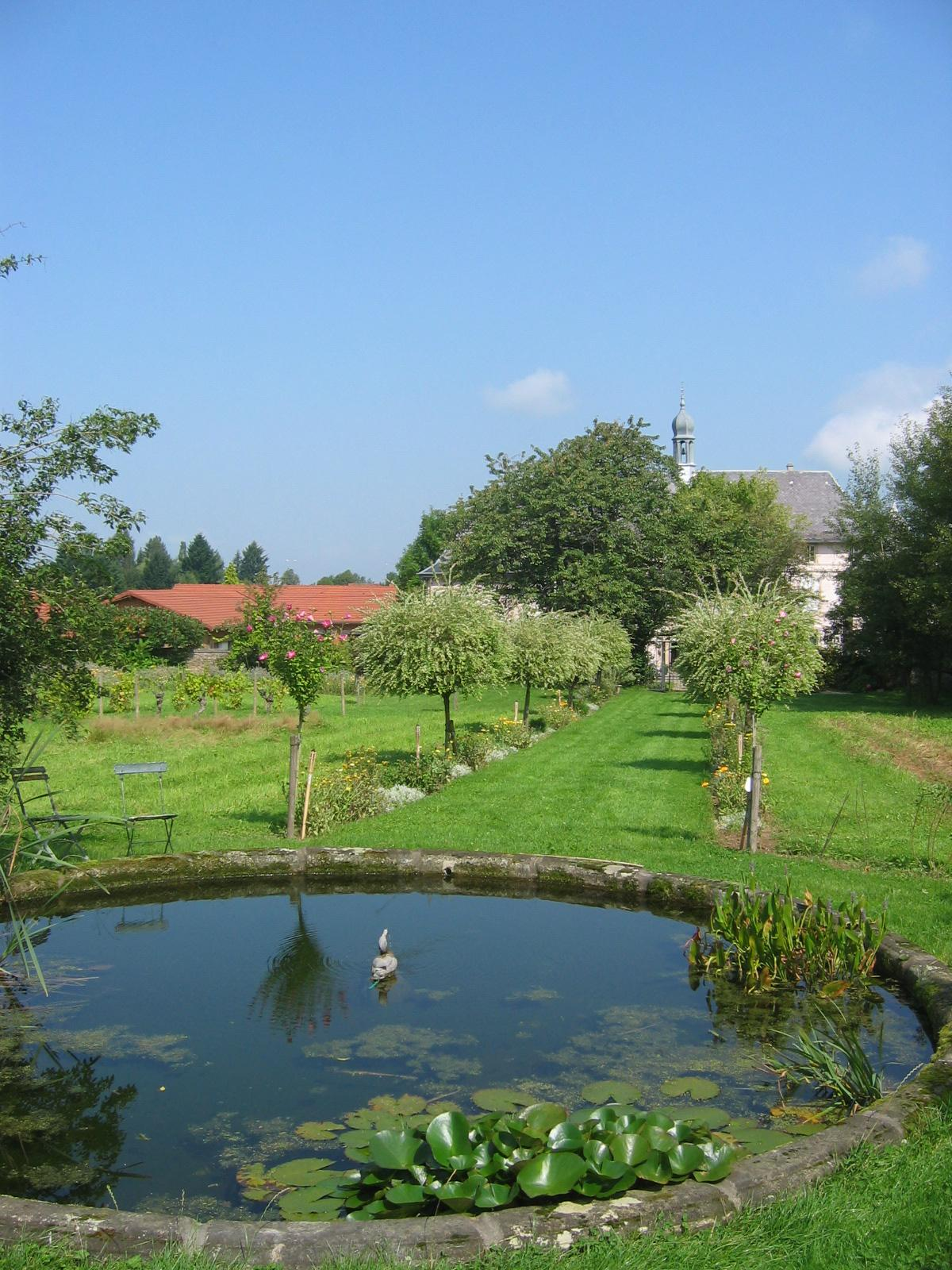
Schlosspark

Das Fort des Adelphes, auch Fort Richepance genannt, liegt 419 Meter über dem Meer in einem Wald zwei Kilometer südlich des Dorfkerns. Die Befestigungsanlage sollte die Verteidigung der Straße von Épinal nach Saint-Dié sichern. Das zwischen 1883 und 1885 errichtete Fort wurde in den Jahren bis 1913 ständig erweitert und ausgebaut. Die Besatzung bestand aus bis zu 235 Mann.  Die sich in relativ gutem Zustand befindliche Festung wird militärisch genutzt, der Zugang ist verboten.
Die Batterie de la Voivre, liegt auf 364 Metern Meereshöhe unmittelbar westlich von Jeuxey in einem Waldstück an der Grenze zur Gemeinde Dogneville. Seit dem Baubeginn 1882 war auch sie mit maximal 100 Mann Besatzung Teil des Festen Platzes Épinal und hatte vor allem die Aufgabe, die Straße nach Rambervillers zu sichern. Die Befestigungsanlage ist in einem sehr schlechten Zustand und im Besitz der Gemeinde Jeuxey. Die Bunkereingänge wurden teilweise verfüllt, um auf dem Gelände eine Motocrossstrecke anzulegen.

### Bevölkerungsentwicklung
| Jahr      | 1962 | 1968 | 1975 | 1982 | 1990 | 1999 | 2011 | 2021 |
| Einwohner | 508  | 550  | 596  | 657  | 699  | 688  | 683  | 671  |

Im Jahr 1990 wurde mit 699 Bewohnern die bisher höchste Einwohnerzahl ermittelt. Die Zahlen basieren auf den Daten von cassini.ehess und INSEE.

## Sehenswürdigkeiten
- Château de Failloux im Südwesten der Gemeinde nahe Épinal, im 18. Jahrhundert erbautes Herrenhaus mit Glockenturm, Park und Orangerie[6]
- Kirche Sainte-Menne mit einer Orgel von Théodore Jaquot aus dem Jahr 1886

## Wirtschaft und Infrastruktur
In Jeuxey gibt es neben Landwirtschaftsbetrieben kleinere Handels- und Dienstleistungsunternehmen. Größter Arbeitgeber in der Gemeinde ist der auf halbem Wege Richtung Épinal gelegene Hypermarkt Carrefour mit 250 Beschäftigten.
Durch den Westen der Gemeinde Jeuxey führt die zweispurige Nationalstraße 57 (E 23) von Metz über Épinal nach Besançon. Die sternförmig auf die unmittelbar westlich von Jeuxey gelegene Stadt Épinal zulaufenden Hauptstraßen D 46 (von Rambervillers), N 420 (von Saint-Dié-des-Vosges) und D 11 (von Gérardmer) treffen im Gemeindegebiet von Jeuxey auf die N 57. Neuen Planungen zufolge soll der Carrefour-Supermarkt zusätzlich durch eine neue Trasse an die nördliche Peripherie Épinals angebunden werden.

## Belege
1. ↑  Ortsname auf cassini.ehess.fr
2. ↑  Le fort des Adelphes auf fortiffsere.fr (französisch)
3. ↑  La batterie de la Voivre auf fortiffsere.fr (französisch)
4. ↑  Jeuxey auf cassini.ehess
5. ↑  Jeuxey auf INSEE
6. ↑  lechateaudefailloux.com (Memento des Originals vom 17. März 2010 im Internet Archive)  Info: Der Archivlink wurde automatisch eingesetzt und noch nicht geprüft. Bitte prüfe Original- und Archivlink gemäß Anleitung und entferne dann diesen Hinweis. (französisch)
7. ↑  tresordesregions.mgm.fr (französisch)
8. ↑  Bauplanfoto